# Carthage (California)
Carthage era un insediamento nella contea di Inyo in California. Si trovava a 2,5 miglia (4 km) nord nordovest di Olancha.